# Tereza Valentová
Tereza Valentová (* 20. Februar 2007 in Prag) ist eine tschechische Tennisspielerin. Sie ist die Siegerin bei den Juniorinnen bei den French Open 2024 sowohl im Einzel als auch im Doppel.

## Karriere
Valentová spielt bislang vor allem Turniere der ITF Juniors World Tennis Tour und der ITF Women’s World Tennis Tour, wo sie bislang sieben Titel im Einzel und vier im Doppel gewinnen konnte.
Im Juli 2021 erhielt sie eine Wildcard für die Qualifikation zu den Livesport Prague Open, ihrem ersten Turnier auf der WTA Tour. Da Samantha Murray Sharan nicht zu ihrem Erstrundenmatch antrat, erreichte sie die zweite Runde, wo sie dann gegen Naiktha Bains mit 2:6 und 2:6 verlor. 
Zu Beginn des Jahres 2022 trat sie bei den Australian Open an. Im Juniorinneneinzel erreichte sie das Achtelfinale. Im Juniorinnendoppel schied sie mit ihrer Partnerin Amélie Šmejkalová bereits nach der ersten Runde aus. Bei den French Open unterlag sie im Juniorinneneinzel bereits in der ersten Runde Victoria Jiménez Kasintseva mit 7:64, 2:6 und 0:6. Im Juniorinnendoppel erreichte sie mit Partnerin Mirra Andrejewa das Achtelfinale. In Wimbledon schied sie im Juniorinneneinzel ebenso bereits in der ersten Runde mit 1:6 und 3:6 gegen Sayaka Ishii aus wie im Juniorinnendoppel mit Partnerin Carolina Kuhl.
2023 gewann sie im Juli ihren ersten ITF-Titel im Doppel und erreichte bei den US Open im Juniorinneneinzel das Finale, das sie gegen Katherine Hui 4:6, 4:6 verlor.
2024 gewann sie, auch im Einzel, weitere ITF-Titel und im März ihren ersten Titel im Einzel und Doppel bei einem W75. Im Juni gewann sie bei den French Open sowohl im Juniorinneneinzel als auch gemeinsam mit Partnerin Renáta Jamrichová im Juniorinnendoppel den Titel. 2025 war sie erstmals auch bei Turnieren der WTA Challenger Series erfolgreich.

## Turniersiege

### Einzel
| Nr. | Datum            | Turnier              | Kategorie      | Belag             | Finalgegnerin     | Ergebnis      |
| --- | ---------------- | -------------------- | -------------- | ----------------- | ----------------- | ------------- |
| 1.  | 18. Februar 2024 | Monastir             | ITF W15        | Hartplatz         | Ren Yufei         | 6:3, 6:2      |
| 2.  | 25. Februar 2024 | Monastir             | ITF W15        | Hartplatz         | Audrey Albié      | 6:2, 6:1      |
| 3.  | 17. März 2024    | Říčany               | ITF W75        | Hartplatz (Halle) | Darija Snihur     | 7:64, 6:2     |
| 4.  | 14. April 2024   | Scharm asch-Schaich  | ITF W35        | Hartplatz         | Linda Klimovičová | 7:5, 6:2      |
| 5.  | 30. Juni 2024    | Doksy – Staré Splavy | ITF W75        | Sand              | Aneta Kučmová     | 6:3, 7:5      |
| 6.  | 26. Januar 2025  | Porto                | ITF W75        | Hartplatz (Halle) | Nastasja Schunk   | 6:3, 6:4      |
| 7.  | 30. März 2025    | Murska Sobota        | ITF W75        | Hartplatz (Halle) | Mariam Bolkwadse  | 1:6, 6:3, 6:2 |
| 8.  | 15. Juni 2025    | Grado                | WTA Challenger | Sand              | Barbora Palicová  | 6:2, 4:6, 6:1 |
| 9.  | 20. Juli 2025    | Porto                | WTA Challenger | Hartplatz         | Lanlana Tararudee | 6:4, 6:2      |

### Doppel
| Nr. | Datum            | Turnier  | Kategorie | Belag             | Partnerin           | Finalgegnerinnen                      | Ergebnis         |
| --- | ---------------- | -------- | --------- | ----------------- | ------------------- | ------------------------------------- | ---------------- |
| 1.  | 22. Juli 2023    | Olmütz   | ITF W60   | Sand              | Magdaléna Smékalová | Schibek Qulambajewa Darja Semeņistaja | 6:2, 6:2         |
| 2.  | 18. Februar 2024 | Monastir | ITF W15   | Hartplatz         | Radka Zelníčková    | Angelica Raggi Ani Wangelowa          | 6:4, 6:2         |
| 3.  | 16. März 2024    | Říčany   | ITF W75   | Hartplatz (Halle) | Gabriela Knutson    | Fanny Stollár Lulu Sun                | 6:4, 3:6, [10:4] |
| 4.  | 26. April 2024   | Lopota   | ITF W50   | Hartplatz         | Viktória Hrunčáková | Nagi Hanatani Urszula Radwańska       | 6:2, 6:1         |

## Abschneiden bei Grand-Slam-Turnieren

### Juniorinneneinzel
| Turnier         | 2022 | 2023 | 2024 | Karriere |
| --------------- | ---- | ---- | ---- | -------- |
| Australian Open | AF   | VF   | 1    | VF       |
| French Open     | 1    | AF   | S    | S        |
| Wimbledon       | 1    | 2    | —    | 2        |
| US Open         | —    | F    | —    | F        |

### Juniorinnendoppel
| Turnier         | 2022 | 2023 | 2024 | Karriere |
| --------------- | ---- | ---- | ---- | -------- |
| Australian Open | 1    | —    | —    | 1        |
| French Open     | AF   | 1    | S    | S        |
| Wimbledon       | 1    | AF   | —    | AF       |
| US Open         | —    | AF   | —    | AF       |